# Субгиракодоны
Субгиракодоны (лат. Subhyracodon) — род вымерших безрогих носорогов, обитавших в Северной Америке. Название Subhyracodon происходит от латинской приставки «sub-» — «под-» или «недо-», и Hyracodon — названия рода бегающих носорогов из семейства Hyracodontidae, фактически не состоящих с Subhyracodon в близком родстве.

## Внешний вид и строение
Субгиракодоны были носорогами небольших и средних размеров, самые крупные из них были величиной с корову. Пропорциями они немного походили на ныне живущего равнинного тапира.
Субгиракодоны обладали долихоцефальным черепом. На носовых костях самцов были небольшие парные гребни, но шероховатости, говорящей о наличии рога, там не обнаруживается.
Зубная формула: {\displaystyle I{2 \over 2-1}C{1-0 \over 0}P{4 \over 4-3}M{3 \over 3}=32-38}
Первый резец не настолько долотовидный, как у более поздних форм. Верхние клыки редуцированы или отсутствуют. Коронки 2-3-4 премоляров удлинены. Второй премоляр полностью моляризован, третий и четвёртый премоляры моляризуются частично. Коренные зубы брахиодонтного типа.
Особенностями, обличавшими род субгиракодоны от родственного, но более примитивного рода Trigonias были: отсутствие у субгиракодонов 5-й пястной кости, а ещё присутствие у Trigonias передних зубов, кроме нижнего клыка. Коренные зубы обеих родов были очень сходными.

## Места и древность находок
Субгиракодоны известны с конца среднего эоцена по поздний олигоцен Северной Америки. Их ареал был очень обширным и занимал нынешние Великие Равнины и Скалистые горы, включая штаты Вайоминг, Небраска, Колорадо, Миссисипи, Северная и Южная Дакота, Арканзас, Монтана и Калифорния (США), а также юг Саскачевана (Канада).

## Таксономия и филогения
Первоначально субгиракодоны были описаны Брандтом (1878) как подрод в составе рода Aceratherium. Вуд (1927) повысил его до ранга рода, поместив в семейство Rhinocerotidae. Субгиракодоны считаются предками рода Diceratherium, к которому они ближе всего морфологически. Ещё недавно к субгиракодонам относили Diceratherium tridactylum, которого сегодня переместили в род Diceratherium.

## Образ жизни и питание
Строение зубов и черепа субгиракодонов говорят о том, что они поедали молодые ветки и листья на довольно высоком от земли уровне. Значит, они, как и чёрный носорог, кормились в среднем ярусе растительности, держа голову прямо. По версии ряда палеонтологов, субгиракодоны населяли пойменные лесах у водоёмов и кормились сочной растительностью. По альтернативной гипотезе, они напротив предпочитали более открытые местности и засушливые равнины, где питались ксерофильной растительностью. Возможно, обе версии отчасти верны.
Субгиракодоны были подвижнее современных носорогов и наверняка кочевали по обширным территориям. Им могли угрожать следующие хищники той эпохи: гиенодоны, нимравиды Hoplophoneus и Eusmilus, а также энтелодонты из рода Archaeotherium, от которых субгиракодоны, скорее всего, старались спасаться бегством. Судя по обилию окаменелостей этих зверей, они жили стадами или хотя бы периодически собирались в большом количестве.

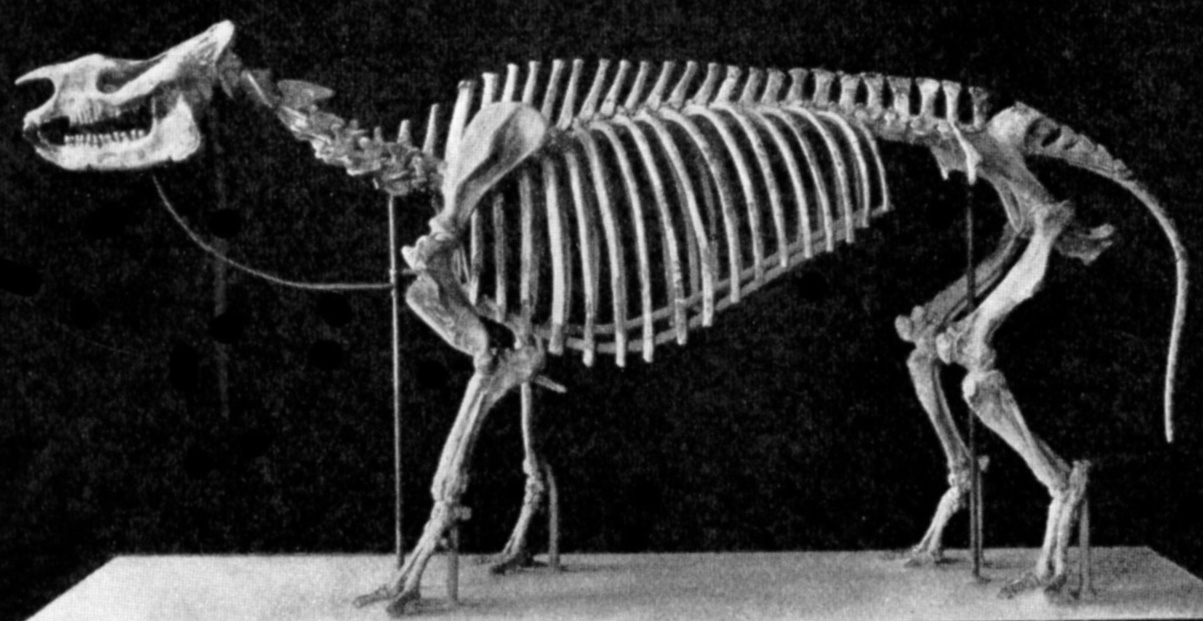
Скелет субгиракодона западного (Subhyracodon occidentalis)

## Виды
Выделяется три вида субгиракодонов:
- Subhyracodon occidentalis («субгиракодон западный»)
- Subhyracodon mitis («субгиракодон нежный»)
- Subhyracodon kewi («субгиракодон Кью»)